# Горивицы (Лычёвская волость, у д. Липец)
Горивицы — деревня в Великолукском районе Псковской области России. Входит в состав сельского поселения «Лычёвская волость».
Расположена в 20 км к юго-востоку от центра города Великие Луки и в 2 км к северо-востоку от деревни Липец.

## Население
Численность населения по оценке на 2000 год составляла 37 жителей, на 2010 год — 17 жителей.